# Johanneskerk (Kruiningen)
De Johanneskerk is een protestantse kerk van de Protestantse Kerk in Nederland in Kruiningen in de provincie Zeeland.

## Geschiedenis
De oudste vermelding van een kerk op die plaats dateert uit 1203. Het betreft dan een kapel van een kasteel. De eerste kerk was nog van hout, maar in de loop van de veertiende eeuw werd het vervangen door steen. Vroeger was de kerk een kruiskerk, maar met de sloop van het koor tijdens de reformatie verdween dit.
Tijdens de watersnoodramp van 1953 is de kerk overstroomd; na de ramp werden twee glas-in-loodramen van Wim Wagemans en een Van Vulpen-orgel geplaatst. Het voormalige orgel is verplaatst naar de hervormde kerk te wemeldinge